# 乌鲁瓜亚纳
乌鲁瓜亚纳是巴西南大河州的一个市镇。总面积5713平方公里，总人口136364人，人口密度23.9人/平方公里。